# Abdallah Lamrani
Abdallah Lamrani (1 de junho de 1946) é um ex-futebolista profissional marroquino, que atuava como defensor.

## Carreira
Abdallah Lamrani fez parte do elenco da histórica Seleção Marroquina de Futebol da Copa do Mundo de 1970, ele fez duas partidas. 